# STOBAR

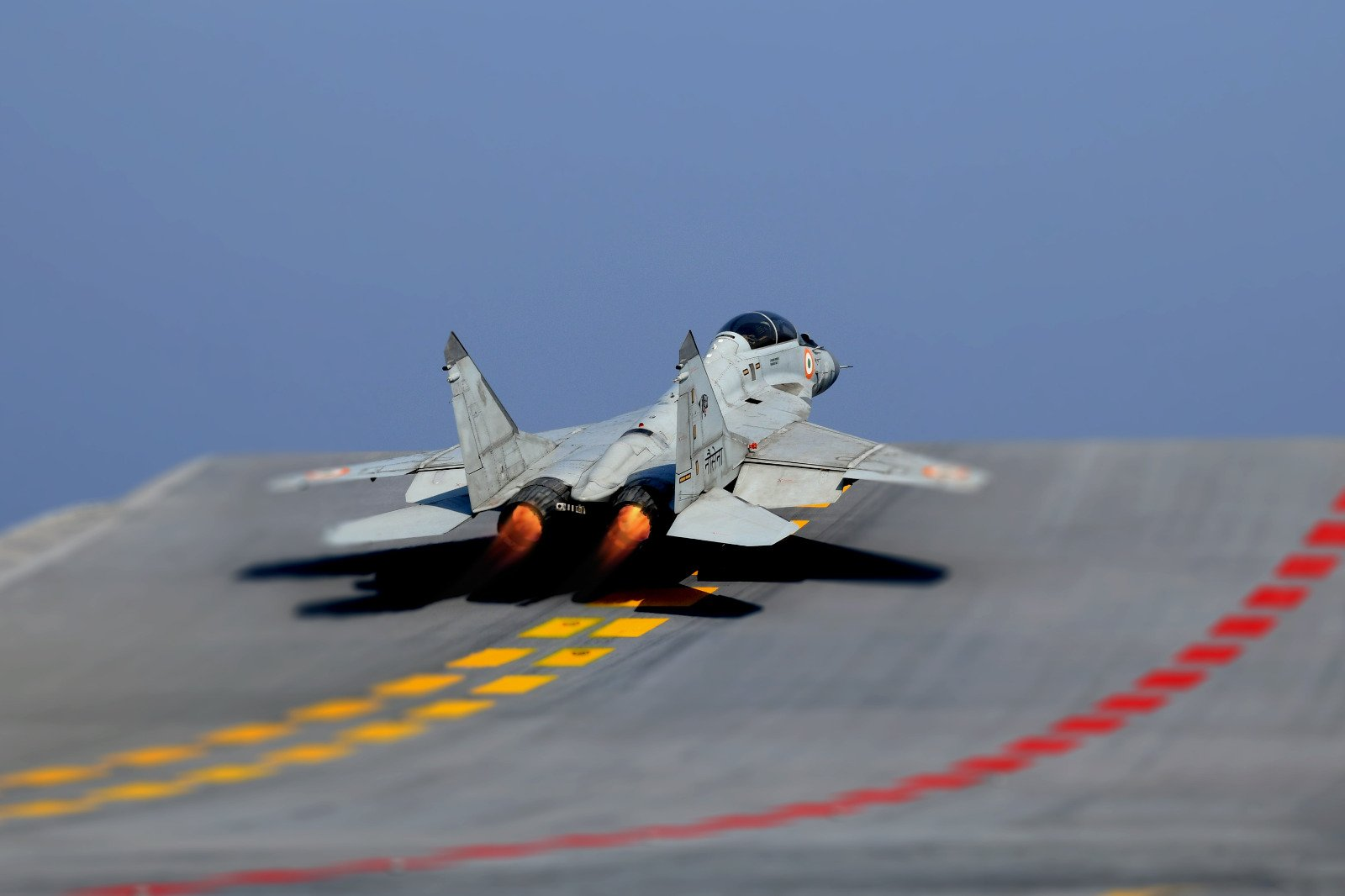
MiG-29K despegando

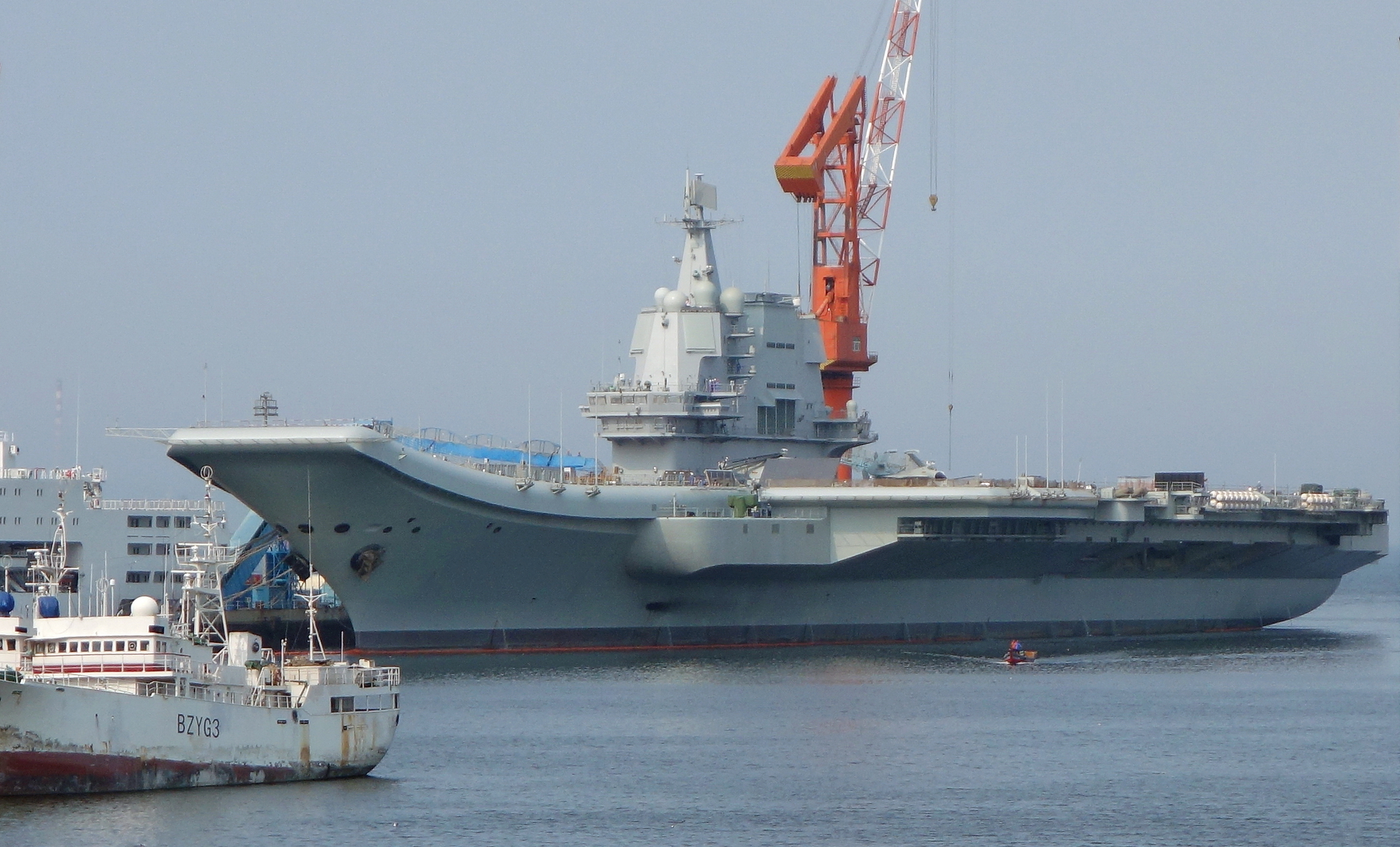
El portaaviones Shandong, buque insignia de la Armada del Ejército Popular de Liberación.

STOBAR (acrónimo en inglés de Short Take-Off But Arrested Recovery, «despegue corto pero recobro mediante detención») es un sistema para el despegue y apontaje desde la cubierta de un portaaviones combinando elementos STOVL y CATOBAR. El avión despega bajo su propio impulso usando una rampa de despegue o ski-jump, en lugar de ser propulsado por una catapulta. La diferencia con el sistema STOVL radica en que se trata de aviones convencionales, incapaces de aterrizar verticalmente, por lo que se requiere que el portaaviones esté dotado de cables de apontaje, para detener al avión tras contactar con la cubierta, del mismo modo que en el sistema CATOBAR.
En la actualidad, los únicos portaaviones de este tipo son el ruso Almirante Kuznetsov y el chino Liaoning (ex-Varyag), aunque en breve otro navío ex-soviético, el Almirante Gorshkov, vendido a la India en 2004, operará con este principio, bajo el nombre de INS Vikramaditya. Posteriormente, la India está  desarrollando sus propios portaaviones, los clase Vikrant, que también emplearán el sistema STOBAR, dado que es más simple de construir que un CATOBAR, aunque limite la operatividad a cazas con una relación peso-potencia equilibrada, y contando con el hándicap de no poder despegar con su peso máximo.
Actualmente se encuentran en servicio (o en construcción) los siguientes portaaviones con configuración STOBAR:
- Portaaviones Almirante Kuznetsov   Activo desde 1991
- Portaaviones Liaoning (16)   Activo desde 2012
- Portaaviones Shandong (17)   Activo desde 2019
- Portaaviones INS Vikramaditya (R33)   Activo desde 2013
- Portaaviones INS Vikrant (2013)   En construcción